# Rorya (Distrikt)
Rorya ist ein Distrikt im Norden von Tansania in der Region Mara mit dem Verwaltungszentrum in Ingri Juu. Der Distrikt grenzt im Norden an Kenia, im Osten an die Distrikte Tarime und Tarime (TC), im Süden an den Distrikt Butiama und im Westen an den Victoriasee.

## Geographie
Rorya hat eine Fläche von 9345 Quadratkilometer und 354.490 Einwohner (Volkszählung 2022). Der Distrikt liegt am Ostufer des Victoriasees, mehr als drei Viertel der Fläche entfallen auf den See. Die Landfläche von 2093 Quadratkilometer befindet sich in einer Höhe von 800 bis 1200 Meter über dem Meer.
Das Klima ist tropisch, Aw nach der effektiven Klimaklassifikation. Die jährliche Niederschlagsmenge liegt zwischen 700 und 1200 Millimeter. Es gibt zwei Regenzeiten. Der Herbstregen dauert von Oktober bis Dezember, kleinere Schauer fallen von März bis Juni. Die Durchschnittstemperatur liegt zwischen 14 und 30 Grad Celsius, wobei der Februar der wärmste und der Juli der kühlste Monat sind.

## Geschichte
Der Distrikt Rorya wurde im Jahr 2007 durch Teilung des Distriktes Tarime gegründet.

## Verwaltungsgliederung
Der Distrikt wird in 26 Bezirke (Wards) gegliedert:
- Baraki
- Bukura
- Bukwe
- Goribe
- Ikoma
- Kigunga
- Kinyenche
- Kirogo
- Komuge
- Koryo
- Kisumwa
- Kitembe
- Kyang'ombe
- Kyangasaga
- Mirare
- Mkoma
- Nyaburongo
- Nyahongo
- Nyamagaro
- Nyamunga
- Nyamtinga
- Nyathorongo
- Rabour
- Raranya
- Roche
- Tai

| Die Bewohner von Rorya gehören größtenteils zu den Ethnien der Luo und der Kurya. Die Einwohnerzahl stieg von 217.176 im Jahr 2002 auf 265.241 bei der Volkszählung 2012. Das entspricht einem jährlichen Wachstum von zwei Prozent. Im Jahr 2012 sprachen über sechzig Prozent der Über-Fünfjährigen Swahili und acht Prozent Englisch und Swahili. Knapp unter dreißig Prozent waren Analphabeten. Im Jahr 2022 lebten 354.490 Menschen in 73.68 Haushalten. | Die zur Anzeige dieser Grafik verwendete Erweiterung wurde dauerhaft deaktiviert. Wir arbeiten aktuell daran, diese und weitere betroffene Grafiken auf ein neues Format umzustellen. (Mehr dazu) |

- Bildung: Im Distrikt gibt es 128 Grundschulen, von denen acht privat geführt werden. Insgesamt wurden in diesen Schulen im Jahr 2016 rund 75.000 Schüler von 1400 Lehrkräften unterrichtet. Das bedeutet, dass auf einen Lehrer 53 Schüler kamen. In den 32 weiterführenden Schulen betrug das Lehrer-Schüler-Verhältnis 1:15.[7] In Shirate gibt es eine Krankenpflegeschule.[8]
- Gesundheit: Für die medizinische Versorgung der Bevölkerung gibt es in Rorya drei Krankenhäuser, sechs Gesundheitszentren, 32 Apotheken und sechs AIDS-Beratungszentren (Stand 2016).[9]
- Wasser: Rund 45 Prozent der Bevölkerung haben Zugang zu sicherem und sauberem Wasser (Stand 2016).[9]

| Die wichtigste wirtschaftliche Tätigkeit im Distrikt ist die Landwirtschaft, die über neunzig Prozent der Bevölkerung beschäftigt. Daneben gibt es noch Fischerei (drei Prozent) und Kleinunternehmen (fünf Prozent). - Landwirtschaft: Für den Eigenbedarf werden hauptsächlich Mais, Maniok, Hirse, Süßkartoffel und Bohnen angebaut. Verkauft werden Baumwolle und Sonnenblumen. Die Erträge der wichtigsten Grundnahrungsmittel nahmen – mit Ausnahme von Süßkartoffeln – in den Jahren 2011 bis 2013 zu (siehe Graph rechts). Zwei Drittel der 53.000 Haushalte besaßen Nutztiere. Am häufigsten gehalten wurden Geflügel, Rinder und Ziegen (Stand 2012). - Fischerei: Am Victoriasee werden von 8300 Fischern jährlich 3000 Tonnen Fisch gefangen. - Straßen: Durch den Südosten des Distriktes verläuft die Nationalstraße T4, die von Mwanza nach Kenia führt. Daneben gibt es 200 Kilometer geschotterte Regionalstraßen und 500 Kilometer Distrikt- und Zubringerstraßen, die größtenteils Naturstraßen sind. - Flughafen: Der näheste Flughafen ist in Musoma. Dieser ist nur rund 40 Kilometer von der Distriktgrenze entfernt. Von Musoma gibt es regelmäßige Flüge nach Nairobi. Der nächstgelegene größere Flughafen ist in Mwanza. Dieser ist mehr als 200 Kilometer entfernt. | Die zur Anzeige dieser Grafik verwendete Erweiterung wurde dauerhaft deaktiviert. Wir arbeiten aktuell daran, diese und weitere betroffene Grafiken auf ein neues Format umzustellen. (Mehr dazu) Die zur Anzeige dieser Grafik verwendete Erweiterung wurde dauerhaft deaktiviert. Wir arbeiten aktuell daran, diese und weitere betroffene Grafiken auf ein neues Format umzustellen. (Mehr dazu) |

Im Distrikt wird ein Distriktrat (District council) alle 5 Jahre gewählt. Derzeitiger Vorsitzender ist Albert Machiwa (Stand 2020).[veraltet] Rund 97 Prozent der Einnahmen bestehen aus Transferzahlungen der Zentralregierung. Die lokalen Einnahmen setzen sich aus lokalen Steuern, Gebühren, Bußgeldern, Strafen und Lizenzen zusammen. Von den Ausgaben entfallen fast die Hälfte auf den Bildungssektor, dreizehn Prozent auf das Gesundheitssystem und acht Prozent auf die Wasserversorgung.

## Sehenswürdigkeiten
- Victoriasee: Rorya hat Anteil am mit fast 70.000 Quadratkilometer größten See in Afrika. Der See liegt in einer Höhe von mehr als 1000 Meter über dem Meer. Er beherbergt mehr als 200 Fischarten, wovon der Tilapia der bekannteste ist.[19]

## Sonstiges
- Anglikanische Kirche: Rorya ist der Name einer Diözese der Anglikanischen Kirche in Tansania. Der Bischofssitz ist in Musoma.[20]